# Qualité fournisseur
 (décembre 2012).
- Si vous ne connaissez pas le sujet, laissez ce bandeau (vous pouvez alors contacter les auteurs).
- Si vous supprimez le contenu mis en cause (vous pouvez préalablement contacter les auteurs),

argumentez précisément cette suppression dans la page de discussion
(un manque de référence n'est pas un argument ; une recherche réelle de référence doit avoir été effectuée, être formellement documentée).
La notion de qualité fournisseur regroupe l'ensemble des processus d'assurance qualité que l'on peut appliquer à des fournisseurs. Différentes activités d'assurance qualité sont en effet déployées lors du déroulement du processus achat regroupant :
- Définition du besoin ou analyse fonctionnelle Technique
- Sélection et appréciation initiale du fournisseur
- Homologation produit/process
- Suivi / Évaluation continue du fournisseur et des approvisionnements

Dans une autre perspective, on peut distinguer aussi :
- Assurance qualité fournisseur en développement (ensemble des processus qualité avant le démarrage série)
- Assurance qualité fournisseur en série (ensemble des processus qualité après le démarrage série)
- Plan de progrès fournisseur (ensemble des actions de progrès à mener en série et en développement afin d'améliorer les résultats qualité)

## Généralités
L'assurance qualité fournisseur ne se limite pas forcément aux fournisseurs directs, nommés de rang 1, mais peut également s'étendre aux fournisseurs de fournisseurs, de rang 2, 3, 4… n. De même, certaines entreprises appliquent cette assurance qualité en interne, entre usines ou entre filiales.
Les grands groupes industriels développent fréquemment leur propre système d'assurance qualité fournisseur. Quelques exemples sont les suivants :
- Q3P (qualification progressive du produit et du process) chez PSA
- ANPQP (Alliance New Product Quality Procedure) chez Renault-Nissan
- SQAM (Supplier Quality Assurance Managment) chez Toyota
- Dossiers PPAP (Production Part Approval Process) chez les constructeurs allemands et américains

Certaines activités de la qualité fournisseur sont transverses au processus achat :
- Les tableaux de bords
- La coordination avec d'autres fonctions telles que les achats, la logistique, la production…
- Les outils d'audit qui servent à la sélection (audit de qualification), à l'homologation (article, fournisseur) (audit processus) et au suivi (audit de maintenance).

## Définition du besoin
Dès la définition du besoin, il est important que la qualité fournisseur soit prise en compte.
Cela inclut les nouveaux projets de développement, la modification de produits (changement de design), la prospection de nouveaux fournisseurs, l'évolution du portefeuille de fournisseurs.
La définition du besoin se fonde sur une analyse fonctionnelle technique issue des besoins du client. De cette analyse déclinent les AMDEC, les design review, les spécifications techniques des composants.
Une philosophie d'Early Supplier Involvement pousse à impliquer au plus tôt des fournisseurs partenaires qui accompagneront à la définition d'un besoin optimisé pour les moyens industriels et de contrôle.
Enfin, des méthodes telles que le design to cost (ou cost engineering) et design to 6 sigma incitent à inclure la qualité fournisseur dès les premières réflexions afin de minimiser les risques non-qualité.
Ces démarches permettent d'anticiper des erreurs de design coûteuses à rectifier plus tard dans le cycle de vie du produit.
Lors de cette phase, les besoins en termes de maitrise qualité chez les fournisseurs et en inspection initiale pourront être définis pour la future série.

## Sélection et appréciation initiale du fournisseur
L'appréciation initiale du fournisseur sera fondée sur des critères QCDP :
- Q comme qualité regroupant son système qualité (de conception, de fabrication, d'expertise), ses résultats qualité (en fabrication, chez le client, en garantie) et ses certifications
- C comme coût mesurant sa performance économique, sa robustesse financière et sa capacité à concevoir et produire à moindre coût
- D comme Délai mesurant sa capacité à livrer en quantité et en heure le client (notions de taux de service et de performance de livraison)
- P comme prestation mesurant sa capacité à conduire un projet en qualité, coût et délai.

Chaque critère pourra être identifié et pondéré selon le modèle de Kano selon le classement suivant :
Incontournablesl'absence du critère met en échec la relation (forte pondération).
Proportionnelsplus le critère est rempli, plus cela donne satisfaction (pondération moyenne).
Attractifsbien que l'absence du critère ne soit pas préjudiciable, sa présence augmente la satisfaction (pondération faible).
Une fois la grille d'évaluation dressée, un audit initial ou un audit de systèmes pourront être effectués par les fonctions Qualité fournisseur, Achats et Technique. Cet audit est habituellement formalisé par une grille d'évaluation partagée avec le fournisseur. Les écarts font l'objet d'un plan d'action (idéalement du type PDCA).

## Homologation produit/process
Une fois le ou les fournisseurs potentiels identifiés, l'homologation produit/process pourra débuter et assurer que le produit sera conçu et fabriqué selon les règles et exigences définies par le client.
Homologation du produit fondée sur :
- Une hiérarchisation des exigences clients basé sur l'analyse fonctionnelle technique et donnant lieu à la liste des caractéristiques fonctionnelles.
- Une AMDEC Produit permettant de garantir que chaque exigence client sera respectée
- Un plan de validation regroupant l'ensemble des essais que le fournisseur et/ou le client devront faire afin de garantir l'ensemble des exigences clients (cahiers des charges et caractéristiques fonctionnelles)
- Des spécifications de conditionnement et d'emballage du produit final livré au client
- Des préconisations d'emploi du produit chez le client

Homologation du processus de fabrication chez le fournisseur fondée sur:
- Un synoptique de fabrication décrivant l'ensemble des étapes des transformations, de contrôle, de stockage et de retouche.
- Une AMDEC Processus permettant que garantir que chaque étape exigence de transformation du produit garantira la conformité des exigences clients
- Une étude de capabilité assurant que chaque transformation du produit sera statistiquement maîtrisée
- Un plan de surveillance issu de l'AMDEC processus et de l'étude de faisabilité. Chaque point critique de l'AMDEC et de l'étude de capabilité feront l'objet d'une surveillance spécifique (contrôle fréquentiel, contrôle 100 %…)
- Une liste des poka yoke permettant d'éviter toute erreur de fabrication engendrant une non-conformité produit.

Un management projet basé sur :
- Une planning de référence contractualisé entre le client et le fournisseur définissant l'ensemble des jalons :
- Date de nomination au projet
- Date de livraison des différentes vagues de prototypes
- Date de commande des outillages de fabrication
- Date de livraison des premières pièces issues des outillages définitifs
- Date de mise de place du processus définitif de fabrication
- Date des validations qualité (audit processus) et capacitaire (journée pleine cadence) du processus définitif de fabrication
- Date de livraison des premières pièces du processus définitif de fabrication (appelé échantillons initiaux)
- Date de démarrage série et jalonnement de la montée en cadence
- Une évaluation des risques projet (qualité, coût et délai)
- L'établissement d'un équipe de projet
- Un planning de réunion d'avancement projet

## Suivi et évaluation continue du fournisseur et des approvisionnements

### Indicateurs qualité
Les résultats qualité sont principalement mesurés à travers un indicateur assez universel dans le monde industriel, le PPM (pièce par million). Cet indicateur mesure un ratio : le nombre de pièces de non qualité livrées au client multiplié par 1 million et divisé par le volume total de pièces livrées. C'est un indicateur équivalent au pourcentage (1 % = 10 000 PPM) mais plus adapté aux productions en grande série.